# VisionOS
visionOS（ビジョンオーエス）は、Appleが開発・販売するApple Vision Proに搭載されている空間コンピューティング向けオペレーティングシステムである。
2025年4月にリリースされる2.4からは、米国英語でのApple Intelligenceへの対応が始まる。

## 操作方法
visionOSは、音声と視線と手によって操作される。 要素を選択する場合、それを見て指で摘む動作をするだけである。デジタルクラウンを回すことでScene（仮想空間）に没入する度合いを調整できる。ウィンドウ操作は、コーナーにあるバーをドラッグすることでサイズを変更でき、その真ん中にある別のバーをドラッグすることで移動させられる。ウィンドウから離れた場合、デジタルクラウンをダブルタップして再度センターに戻すことができる。

## UX

### Spaces（スペース）
アプリを起動すると、ウィンドウはデフォルトで共有スペース（Shared Space）に表示される。より没入感のある体験のために、アプリが視界をすべて占めるフルスペース（Full Space）で開くことができる。

### Windows（ウィンドウ）
iPadOSやmacOSと同様に、ウィンドウは薄い、アプリのためのキャンバスで、サイズを変更することができる。デザイン的には、丸みを帯びたすりガラスのような効果があり、リアルな影や光が投影される。また、プレゼンターディスプレイやビデオコントロールなど、より近い位置に小さなウィンドウが表示される場合もある。

### Volumes（ボリューム）
Volumesは、3Dコンテンツ用のウィンドウシーンである。3Dゲームや宇宙空間での商品鑑賞で役にたつ。

## アプリアイコン
visionOSのアプリアイコンは、最大3階層で表示され、それを見ることで3D効果でポップアップするように作られている。

## バージョン一覧
日付は現地時間（日本時間は+1日）。
| バージョン                                                             | 配信日        | 最終更新日    | 最終バージョン |
| ---------------------------------------------------------------------- | ------------- | ------------- | -------------- |
| visionOS 1                                                             |               | 2024年7月29日 | 1.3            |
| visionOS 2                                                             | 2024年9月16日 | 2025年5月12日 | 2.5            |
| visionOS 26                                                            |               |               | [ 8 ]          |
| 凡例サポート終了サポート中現行バージョン最新プレビュー版将来のリリース |               |               |                |